# Rhuddlan (distrikt)
Rhuddlan var ett distrikt i grevskapet Clwyd, i Wales. Detta distrikt hade 55 000 invånare år 1992. Distriktet upprättades den 1 april 1974 genom att stadsdistrikten Prestatyn och Rhyl slogs ihop med landsdistriktet St Asaph. Det avskaffades 1 april 1996 och blev en del av Denbighshire.